# Президентские выборы в Литве (2019)
Президентские выборы в Литве прошли 12 мая (1-й тур) и 26 мая 2019 года.
Одновременно с 1-м туром прошёл референдум о двойном гражданстве, и о сокращении числа депутатов парламента (Сейма). 2-й тур прошёл одновременно с выборами в Европарламент.

## Кандидаты
В выборах участвовали 13 кандидатов.
- Витянис Повилас Андрюкайтис, Еврокомиссар (СДПЛ)
- Пятрас Ауштрявичюс, член Европарламента (СЛЛ)
- Альфонсас Буте
- Петрас Гражулис, член Сейма
- Гитанас Науседа
- Валентинас Мазуронис, член Европарламента
- Миндаугас Пуйдокас, член Сейма
- Наглис Путейкис, член Сейма (ЛПЦ)
- Саулюс Сквернялис, премьер-министр Литвы
- Вальдемар Томашевский, член Европарламента (ИАПЛ-СХС).
- Ингрида Шимоните, член Сейма
- Арвидас Юозайтис[5][6]
- Казимерас Юрайтис

Пятрас Ауштрявичюс, Альфонсас Буте, Петрас Гражулис и Казимерас Юрайтис не собрали необходимые для регистрации 20 000 подписей избирателей и были вычеркнуты из списков кандидатов.
Среди претендентов в кандидаты была член Сейма Аушра Малдейкене, но она отказалась от борьбы и не подала документы на регистрацию.

## Результаты
| Кандидат                                     | Партия                              | 1-й тур   | 1-й тур | 2-й тур   | 2-й тур |
| Кандидат                                     | Партия                              | Голоса    | %       | Голоса    | %       |
| -------------------------------------------- | ----------------------------------- | --------- | ------- | --------- | ------- |
| Гитанас Науседа                              | беспартийный                        | 437 342   | 30,95   | 876 749   | 65,86   |
| Ингрида Шимоните                             | консерваторы                        | 440 202   | 31,15   | 437 399   | 32,86   |
| Саулюс Сквернялис                            | Союз крестьян и зелёных             | 278 344   | 19,70   |           |         |
| Витянис Повилас Андрюкайтис                  | СДПЛ                                | 67 673    | 4,79    |           |         |
| Арвидас Юозайтис                             | беспартийный                        | 66 319    | 4,69    |           |         |
| Вальдемар Томашевский                        | ИАПЛ-СХС                            | 56 389    | 3,99    |           |         |
| Миндаугас Пуйдокас                           | беспартийный                        | 36 469    | 2,58    |           |         |
| Наглис Путейкис                              | ЛПЦ                                 | 11 178    | 0,79    |           |         |
| Валентинас Мазуронис                         | беспартийный                        | 9148      | 0,65    |           |         |
| Недействительных/пустых бюллетеней           | Недействительных/пустых бюллетеней  | 9 884     | 0,70    | 17 097    | 1,28    |
| Всего                                        | Всего                               | 1 412 948 | 100     | 1 331 245 | 100     |
| Зарегистрированных избирателей/Явка          | Зарегистрированных избирателей/Явка | 2 483 678 | 56,89   | 2 491 021 | 53,44   |
| Источник: VRK Архивировано 19 мая 2019 года. |                                     |           |         |           |         |